# Gevlekte spikkelspanner
De gevlekte spikkelspanner (Alcis bastelbergeri) is een nachtvlinder uit de familie van de spanners (Geometridae). 
De voorvleugellengte bedraagt tussen de 22 en 25 mm. De vlinder lijkst sterk op de taxusspikkelspanner en is daarvan moeilijk te onderscheiden.
De rupsen gebruiken diverse soorten kruidachtige planten als waardplanten. De vlinder kent jaarlijks één generatie die vliegt van halverwege juni tot en met augustus.

## Voorkomen
De soort komt verspreid van Centraal-Europa tot Oost-Azië voor. De verspreiding in Europa is zeer verbrokkeld. In België is de soort zeer zeldzaam en wordt voornamelijk in het zuiden aangetroffen. In Nederland is de soort in 1983 eenmaal waargenomen.

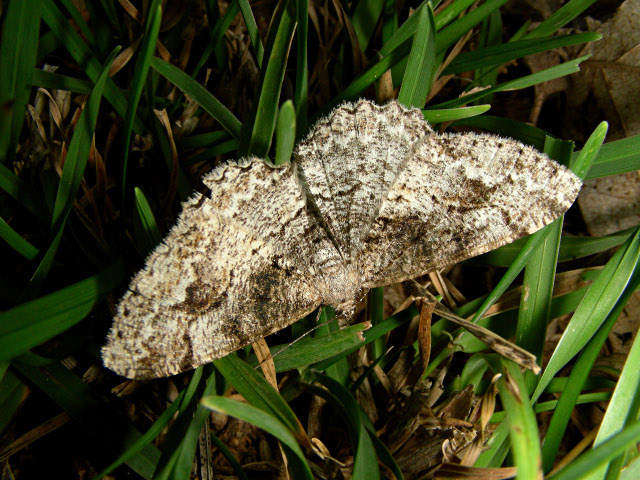